# Al Ansar Football Club
Maillots
Actualités
Le Al Ansar Football Club (arabe : نادي الأنصار الرياضي), plus couramment abrégé en Al Ansar, est un club libanais de football fondé en 1951 et basé à Tariq El Jdideh, quartier de Beyrouth, capitale du pays.

## Histoire
Le club est historiquement connu comme étant lié à la communauté sunnite du Liban, et était soutenu par l'ancien premier ministre du pays Rafiq Hariri,.
Initialement, l'équipe était située sur le Mont-Liban (la capitale ayant trop de clubs à l'époque). La Fédération libanaise de football décide alors de relocaliser l'Ansar à Ghobeiry. 
En 1965, Al Ansar est relocalisé à Beyrouth et remporte la deuxième division en 1966.

### Rivalité

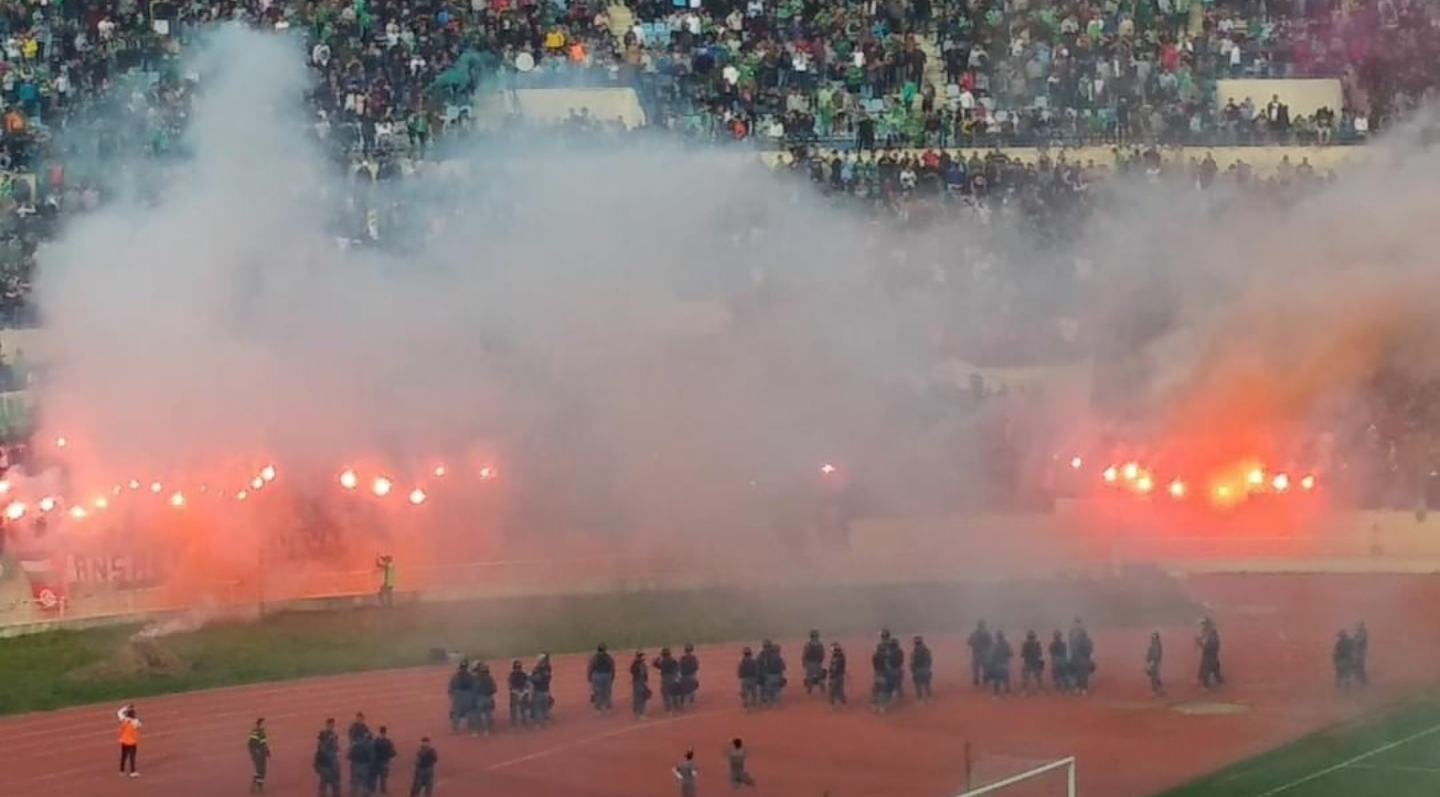
Supporters de l'Al Ansar durant le Derby de Beyrouth à la Cité sportive Camille-Chamoun en 2018

L'Al Ansar entretient une rivalité avec une autre équipe de la capitale, à savoir le Nejmeh SC. Le match entre les deux équipes est appelé le « Derby de Beyrouth ».
Le club entretient également une forte rivalité avec le club de la communauté chiite de la capitale, l'Al Ahed, ainsi qu'avec le club des druzes du Safa Beyrouth.

## Palmarès
- Championnat du Liban (15)
  - Champion : 1988, 1990, 1991, 1992, 1993, 1994, 1995, 1996, 1997, 1998, 1999, 2006, 2007, 2021, 2025

- Coupe du Liban (16)
  - Vainqueur : 1988, 1990, 1991, 1992, 1994, 1995, 1996, 1999, 2002, 2006, 2007, 2010, 2012, 2017, 2021, 2024
  - Finaliste : 1986, 1997, 2001, 2019

- Supercoupe du Liban (5)
  - Vainqueur : 1996, 1997, 1998, 1999, 2012
  - Finaliste : 2002, 2010